# پایان زنده
پایان زنده (انگلیسی: The Living End) فیلمی کمدی-درام به کارگردانی گرگ آراکی است. بعضی منتقدین از این فیلم به عنوان تلما و لوییز همجنس‌گرایانه یاد کرده‌اند. این فیلم در سال ۱۹۹۲ در جشنواره فیلم ساندنس نامزد بهترین فیلم شد.